# Кальмовка
Кальмо́вка (рос. Кальмовка, башк. Кальмовка) — присілок у складі Кармаскалинського району Башкортостану, Росія. Входить до складу Ніколаєвської сільської ради.
Населення — 30 осіб (2010; 40 в 2002).
Національний склад:
- росіяни — 65 %